# Marko Granat
Marko Granat, född 7 januari 1966 i Finland, är en svensk före detta friidrottare (sprinter och häcklöpare). Han tävlade för Turebergs IF. 